# خايرو سامبيريو
خايرو سامبيريو (بالإسبانية: Jairo Samperio)‏ (11 يوليو 1993 كابيزون دي لا سال إسبانيا - ) هو لاعب كرة قدم إسباني، يلعب كلاعب وسط.

## وصلات خارجية
خايرو سامبيريو على موقع الاتحاد الدولي (مؤرشف)  (الإنجليزية)
- خايرو سامبيريو على موقع الاتحاد الأوربي (الإنجليزية)
- خايرو سامبيريو على موقع قاعدة بيانات كرة القدم.إي يو (الإنجليزية)
- خايرو سامبيريو على موقع بيانات كرة القدم. دي إي (الألمانية)
- خايرو سامبيريو على موقع Soccerway.com (الإنجليزية)
- خايرو سامبيريو على موقع عالم كرة القدم.نت (الإنجليزية)
- خايرو سامبيريو على موقع AS.com (الإسبانية)